# دهستان نیل‌رود
دهستان نیل‌رود، یکی از دهستان‌های بخش جوکندان شهرستان تالش در استان گیلان ایران است. مرکز این دهستان، روستای جوکندان بزرگ است.

## جمعیت
بر پایه سرشماری عمومی نفوس و مسکن در سال ۱۳۹۵، جمعیت دهستان نیل‌رود برابر با ۷٬۹۳۱ نفر بوده است.